# Sander Sagosen
Sander Sagosen (Trondheim, 14 de septiembre de 1995) es un jugador de balonmano noruego que ocupa la posición de central o lateral izquierdo en el Aalborg HB y en la selección de balonmano de Noruega. En sus inicios fue considerado como una de las mayores promesas del balonmano mundial.
Jugó el Campeonato Europeo de Balonmano Masculino de 2016 con la selección noruega, siendo elegido en el equipo ideal de la competición con solo 20 años de edad. En 2017 logró la medalla de plata con su selección en el Campeonato Mundial de Balonmano Masculino de 2017 y nuevamente fue elegido en el equipo ideal del torneo junto a sus compatriotas Kristian Bjørnsen y Bjarte Myrhol.
En 2020 fue nombrado mejor lateral izquierdo del Campeonato Europeo de Balonmano Masculino de 2020, donde además fue el máximo goleador con 65 goles, siendo también el mayor goleador de la historia del Europeo, superando la anterior marca de Kiril Lazarov. También logró su tercera medalla con Noruega, al lograr el bronce.

## Clubes
| Club                | País      | Año         |
| ------------------- | --------- | ----------- |
| Kolstad IL          | Noruega   | 2012 - 2013 |
| Haslum HK           | Noruega   | 2013 - 2014 |
| Aalborg HB          | Dinamarca | 2014 - 2017 |
| Paris Saint-Germain | Francia   | 2017 - 2020 |
| THW Kiel            | Alemania  | 2020 - 2023 |
| Kolstad Håndball    | Noruega   | 2023 - 2025 |
| Aalborg HB          | Dinamarca | 2025 - Act. |

## Estadísticas

### Selección nacional
|  | Líder del Torneo            |
|  | Incluido en el Equipo Ideal |

| Torneo                | Partidos | Ataque | Ataque | Ataque      | Ataque | Posición          |
| Torneo                | Partidos | Goles  | Tiros  | Efectividad | Media  | Posición          |
| --------------------- | -------- | ------ | ------ | ----------- | ------ | ----------------- |
| Europeo 2016          | 8        | 29     | 62     | 46,77%      | 3,625  | 4º                |
| Mundial 2017          | 9        | 41     | 79     | 51,89%      | 4,55   | Medalla de plata  |
| Europeo 2018          | 6        | 32     | 54     | 59,26%      | 5,33   | 7º                |
| Mundial 2019          | 10       | 51     | 87     | 58,62%      | 5,1    | Medalla de plata  |
| Europeo 2020          | 9        | 65     | 104    | 62,5%       | 7,22   | Medalla de bronce |
| Mundial 2021          | 7        | 54     | 83     | 65%         | 7,71   | 6º                |
| Juegos Olímpicos 2020 | 6        | 43     | 82     | 52,4%       | 7,17   | 7º                |
| Europeo 2022          | 8        | 43     | 71     | 61%         | 5,375  | 5º                |
| Mundial 2023          | 9        | 39     | 63     | 61,9%       | 4,33   | 6º                |
| Europeo 2024          | 6        | 26     | 51     | 50,98%      | 4,33   | 9º                |
| Juegos Olímpicos 2024 | 6        | 15     | 40     | 37,5%       | 2,5    | 6º                |
| Mundial 2025          | 4        | 11     | 29     | 37,93%      | 2,75   | 10º               |
| Total en su carrera   | 88       | 449    | 805    | 55,77%      | 5,1    | -                 |

Actualizado a 31 de enero de 2025.

## Palmarés

### Selección nacional
| Campeonato Mundial | Campeonato Mundial        | Campeonato Mundial | Campeonato Mundial |
| Año                | Lugar                     | Medalla            |                    |
| ------------------ | ------------------------- | ------------------ | ------------------ |
| 2017               | Francia                   | Medalla de plata   |                    |
| 2019               | Alemania y Dinamarca      | Medalla de plata   |                    |
| Campeonato Europeo |                           |                    |                    |
| Año                | Lugar                     | Medalla            |                    |
| 2020               | Austria, Noruega y Suecia | Medalla de bronce  |                    |

### Aalborg
- Liga de Dinamarca (1): 2017

### Paris Saint-Germain
- Liga de Francia (3): 2018, 2019, 2020
- Copa de la Liga (2): 2018, 2019
- Copa de Francia (1): 2018

### THW Kiel
- Liga de Campeones de la EHF (1): 2020
- Liga de Alemania de balonmano (1): 2021, 2023
- Supercopa de Alemania de balonmano (3): 2020, 2021, 2022

### Kolstad
- Liga de Noruega de balonmano (1): 2024
- Copa de Noruega de balonmano (1): 2024

### Consideraciones individuales
- Máximo Goleador de la Liga de Dinamarca (1): 2017
- Mejor Lateral Izquierdo del Mundial (2): 2017 y 2019
- Mejor Central del Europeo (2): 2016 y 2018
- Mejor Lateral Izquierdo del Europeo (1): 2020
- Máximo goleador del Europeo (1): 2020
- Mejor Central de la Liga de Campeones (1): 2018